# Hall of Fame
«Hall of Fame» — песня ирландской альтернативной рок-группы The Script, ставшая лид-синглом их третьего студийного альбома 3. В записи песни также принял участие американский рэпер Уилл Ай Эм.

## О песне
Впервые песня прозвучала на британских радиостанциях 23 июля 2012 года, ровно через месяц состоялся официальный релиз и выход видеоклипа. Композиция сразу же полюбилась не только фанатами группы, но и всей остальной публике. Именно поэтому синглу удалось возглавить официальный хит-парад Великобритании, а также дебютировать с первого места в чарте синглов Ирландии и продержатся на вершине целых четыре недели. Так, песня «Hall of Fame» стала первым синглом The Script которому удалось возглавить чарт Великобритании. Было продано 529 000 копий в 2012 году, что дало группе стать одним из самых продаваемых синглов в Великобритании. О самой песне Дэнни О'Донохью сказал:
Мы хотели донести как можно больше эмоций в звучании трека, а также через текст. Безусловно, эта песня является самой положительной и оптимистичной, которую мы когда-либо писали.

## Список композиций
CD сингл / Цифровая загрузка
| №  | Название                     | Длительность |
| -- | ---------------------------- | ------------ |
| 1. | «Hall of Fame»               | 3:22         |
| 2. | «Hall of Fame» (Jimbo Remix) | 3:02         |

## Чарты и сертификации
| Чарт (2012)        | Позиция |
| ------------------ | ------- |
| Австралия          | 4       |
| Австрия            | 1       |
| Бельгия (Фландрия) | 8       |
| Бельгия (Валлония) | 12      |
| Великобритания     | 1       |
| Венгрия            | 5       |
| Германия           | 2       |
| Дания              | 11      |
| Ирландия           | 1       |
| Испания            | 11      |
| Канада             | 25      |
| Нидерланды         | 16      |
| Новая Зеландия     | 3       |
| Норвегия           | 3       |
| Польша             | 3       |
| Россия             | 3       |
| США                | 25      |
| Финляндия          | 2       |
| Франция            | 60      |
| Чехия              | 5       |
| Швейцария          | 3       |
| Швеция             | 3       |
| Шотландия          | 1       |

| Страна         | Статус        |
| -------------- | ------------- |
| Австралия      | 5× Платиновый |
| Бельгия        | Золотой       |
| Дания          | Золотой       |
| Италия         | Платиновый    |
| Новая Зеландия | 2× Платиновый |
| Норвегия       | 6× Платиновый |
| Швеция         | 2× Платиновый |
| США            | 2× Платиновый |